# Ruisseau du Loup-Cervier
Pour les articles homonymes, voir Loup-cervier et Loup (homonymie).
Le ruisseau du Loup-Cervier est un affluent de la Petite rivière aux Foins, traversant le territoire non organisé de Rivière-Mistassini et la municipalité de Notre-Dame-de-Lorette, dans la municipalité régionale de comté (MRC) de Maria-Chapdelaine, dans la région administrative du Saguenay–Lac-Saint-Jean, dans la Province de Québec, au Canada.

## Géographie
Les bassins versants voisins du ruisseau du Loup-Cervier sont :
- côté Nord : lac Tommy, lac Falardeau, ruisseau Mathieu, lac Albert, ruisseau Albert, lac au Foin, lac du Chantier Coopératif, lac à Trefflé, rivière de la Perdrix Blanche, rivière aux Rats, lac aux Rats, Petite rivière aux Foins, rivière Mistassibi ;
- côté Est : rivière aux Rats, lac aux Rats, rivière Mistassini, Petite rivière Rousseau, rivière Mistassibi ;
- côté Sud : lac Supérieur, Grand lac Brochet, ruisseau David, rivière Mistassini, rivière Phiran ;
- côté Ouest : rivière Samaqua, rivière Mistassini, rivière Gervais, rivière Phiran.

Le ruisseau du Loup-Cervier prend sa source à l'embouchure d’un petit lac non identifié (longueur : 0,3 km ; altitude : 260 m). Cette embouchure est située à :
- 2,6 km à l’est du cours de la rivière Samaqua ;
- 3,8 km à l’est du lac Travers (soit le lac de tête de la Petite rivière aux Foins ;
- 4,4 km au Nord-Est d’une baie du lac Supérieur ;
- 17,0 km au Nord-Ouest de la confluence du ruisseau du Loup-Cervier et de la Petite rivière aux Foins ;
- 17,4 km au Nord-Ouest de la confluence du ruisseau du Loup-Crevier et de la rivière aux Rats ;
- 16,2 km au Nord-Ouest du centre du village de Melançon ;
- km au Sud-Ouest du cours du ruisseau Mathieu.

À partir de sa source, le Ruisseau du Loup-Cervier descend sur 28,3 km presqu’entièrement en zones forestières, avec un dénivelé de m, selon les segments suivants :
Cours supérieur du Ruisseau du Loup-Cervier (segment de 19,3 km)
- 2,4 km d’abord vers le Sud-Est, puis vers le Sud, jusqu’à la décharge (venant de l’Est) d’un petit lac puis vers le Sud jusqu’à la rive Nord du lac Jumeau ;
- 3,4 km d’abord vers le Sud, puis vers le Sud-Est, en traversant un lac non identifié (altitude : 231 m) sur sa pleine longueur, jusqu’à son embouchure ;
- 3,0 km vers le Sud-Est en ligne droite jusqu’à la rive Ouest d’un petit lac correspondant à la décharge (venant du Nord-Est) du Lac Supérieur ;
- 4,1 km vers le Sud-Est en formant un crochet de 0,9 km vers le Nord-Est jusqu’à un petit lac situé dans un coude de rivière ;
- 6,4 km vers le Sud-Est en traversant une série de rapides, en formant deux crochets vers le Nord, en recueillant la décharge du Lac de la Savane et en traversant le lac du Loup-Cervier (longueur : 1,3 km ; altitude : 202 m) sur sa pleine longueur jusqu’à son embouchure ;

Cours inférieur du Ruisseau du Loup-Cervier (segment de 9,0 km)
- 2,9 km vers le Nord-Est en traversant un lac non identifié (longueur : 1,1 km ; altitude : 192 m) sur sa pleine longueur jusqu’à son embouchure. Note : ce lac reçoit du côté Sud-Est le ruisseau David et du côté Nord-Ouest, la décharge du lac Tommy ;
- 3,2 km vers le Nord-Est en formant une boucle vers le Sud, puis en traversant une série de rapides, jusqu'à la route ;
- 1,4 km vers le Nord-Est en formant une courbe vers le Sud, jusqu’à la confluence de la Petite rivière aux Foins (venant du Nord) ;
- 1,5 km vers le Nord-Est jusqu’à son embouchure.

La confluence du ruisseau du Loup-Cervier et de la rivière aux Rats est située à :
- 1,4 km au Nord-Est de la confluence de la Petite rivière aux Foins et du ruisseau du Loup-Cervier ;
- 2,2 km au Nord-Est du centre du village de Melançon ;
- 9,2 km au Nord-Ouest d’une courbe de la rivière Mistassini ;
- 21,9 km au Nord-Ouest de la confluence de la rivière aux Rats et de la rivière Mistassini ;
- 40,3 km au Nord-Ouest de la confluence de la rivière Mistassini et du lac Saint-Jean.

À partir de l’embouchure du ruisseau du Loup-Cervier, le courant descend successivement le cours de la rivière aux Rats sur 24,4 km vers le Sud, puis de la rivière Mistassini vers l’Est, puis le Sud-Ouest sur 24,6 km. À l’embouchure de cette dernière, le courant traverse le lac Saint-Jean sur 42,7 km vers l’Est, puis emprunte le cours de la rivière Saguenay vers l’Est sur 155 km jusqu'à la hauteur de Tadoussac où il conflue avec le fleuve Saint-Laurent.

## Toponymie
Le toponyme « Ruisseau du Loup-Cervier » a été officialisé le 5 décembre 1968 à la Banque des noms de lieux de la Commission de toponymie du Québec.